# Kanton Courtomer
Der Kanton Courtomer war von 1790 bis 2015 ein französischer Wahlkreis im Arrondissement Alençon, im Département Orne und in der Region Basse-Normandie; sein Hauptort war Courtomer. Der Kanton war 146,61 km² groß und hatte (1999) 2.681 Einwohner, was einer Bevölkerungsdichte von 18 Einwohnern pro km² entsprach. Er lag im Mittel auf 217 Meter über dem Meeresspiegel, zwischen 153 m in Montchevrel und 307 m in Ferrières-la-Verrerie. 

## Gemeinden
Der Kanton bestand aus 16 Gemeinden:
| Gemeinde                   | Einwohner Jahr | Fläche km² | Bevölkerungsdichte | Code INSEE | Postleitzahl |
| -------------------------- | -------------- | ---------- | ------------------ | ---------- | ------------ |
| Brullemail                 | 105 (2013)     | –          | – Einw./km²        | 61064      | 61390        |
| Bures                      | 172 (2013)     | –          | – Einw./km²        | 61067      | 61170        |
| Le Chalange                | 99 (2013)      | –          | – Einw./km²        | 61082      | 61390        |
| Courtomer                  | 774 (2013)     | –          | – Einw./km²        | 61133      | 61390        |
| Ferrières-la-Verrerie      | 171 (2013)     | –          | – Einw./km²        | 61166      | 61390        |
| Gâprée                     | 137 (2013)     | –          | – Einw./km²        | 61183      | 61390        |
| Godisson                   | 114 (2013)     | –          | – Einw./km²        | 61192      | 61240        |
| Le Ménil-Guyon             | 91 (2013)      | –          | – Einw./km²        | 61266      | 61170        |
| Montchevrel                | 232 (2013)     | –          | – Einw./km²        | 61284      | 61170        |
| Le Plantis                 | 152 (2013)     | –          | – Einw./km²        | 61331      | 61170        |
| Saint-Agnan-sur-Sarthe     | 115 (2013)     | –          | – Einw./km²        | 61360      | 61170        |
| Saint-Germain-le-Vieux     | 56 (2013)      | –          | – Einw./km²        | 61398      | 61390        |
| Saint-Léonard-des-Parcs    | 73 (2013)      | –          | – Einw./km²        | 61416      | 61390        |
| Sainte-Scolasse-sur-Sarthe | 577 (2013)     | –          | – Einw./km²        | 61454      | 61170        |
| Tellières-le-Plessis       | 80 (2013)      | –          | – Einw./km²        | 61481      | 61390        |
| Trémont                    | 124 (2013)     | –          | – Einw./km²        | 61492      | 61390        |

## Bevölkerungsentwicklung
| 1962 | 1968 | 1975 | 1982 | 1990 | 1999 | 2006 |
| ---- | ---- | ---- | ---- | ---- | ---- | ---- |
| 3823 | 3379 | 3034 | 2759 | 2623 | 2681 | 2963 |